# Concrete (Washington)
Concrete est une ville située dans le comté de Skagit, dans l'État de Washington aux États-Unis dans la région du mont Baker, un important volcan.

## Géographie
Selon le Bureau du recensement des États-Unis, la superficie de la ville est de 3,2 km2. La cité se situe à l'ouest de la chaîne des Cascades dans les environs du mont Baker. La rivière est localisée à proximité de la confluence de la rivière Baker et du fleuve Skagit. La rivière Baker est équipée d'un barrage hydroélectrique formant le lac Baker.

## Démographie
| Groupe            | Concrete | Washington | États-Unis |
| ----------------- | -------- | ---------- | ---------- |
| Blancs            | 91,5     | 77,3       | 72,4       |
| Amérindiens       | 2,0      | 1,5        | 0,9        |
| Métis             | 3,1      | 4,7        | 2,9        |
| Autres            | 1,6      | 5,8        | 6,2        |
| Océaniens         | 1,1      | 0,6        | 0,2        |
| Asiatiques        | 0,4      | 7,2        | 4,8        |
| Afro-Américains   | 0,3      | 3,6        | 12,6       |
| Total             | 100      | 100        | 100        |
|                   |          |            |            |
| Latino-Américains | 5,5      | 11,2       | 16,7       |

Selon l'American Community Survey, pour la période 2011-2015, 94,99 % de la population âgée de plus de 5 ans déclare parler anglais à la maison, alors que 1,29 % déclare parler l'espagnol, 1,14 % l'allemand, 1,0 % une langue chinoise et 1,57 % une autre langue.